# Manuel Ángel Fernández Mateo
Manuel Ángel Fernández Mateo (Madrid, 1960) es licenciado en Ciencias Económicas por la Universidad Autónoma de Madrid y alcalde de San Sebastián de los Reyes desde julio de 2007 hasta junio de 2015.

## Biografía
Fue investido alcalde el 6[cita requerida] de julio de 2007 tras celebrarse las elecciones municipales del 27 de mayo de 2007 en las que la candidatura que encabezaba, la del Partido Popular, obtuvo mayoría absoluta, trece de los veinticinco concejales que conforman la corporación municipal. El nuevo alcalde sustituyó a José Luis Fernández Merino (PSOE) que ejerció el cargo entre 2003 y 2007.
Según datos del Ministerio de Interior
en las elecciones locales de 2007 -con un censo de 50.652 votantes y una participación del 65,4%- el PP obtuvo 16.075 votos -48,9%- y trece concejales; el PSOE 10.053 votos -30,6%- y ocho concejales; Izquierda Independiente 3.445 votos -10,5%- y tres concejales e Izquierda Unida 1.769 votos -5,39%- y un concejal.
En las elecciones del año 2011, el Partido Popular revalidó su mayoría absoluta aumentando en un concejel más pasando de 13 a 14 concejales gracias a 18.277 votos y el 49,53% de los votos válidos. En estas elecciones el PSOE bajó 3 concejales y se quedó con 7.085 votos que es un 19.2% de los votos válidos. Izquierda Independiente tuvo el 16,84% de los votos y recibió 6.213 votos. Supuso un aumento de 2 concejales. Mientras que Izquierda unida con sus 2.302 votos que representan el 6,24% mantuvo el único concejal que tenían.
Finalmente Manuel Ángel dejó la alcaldía en el año 2015 y no se presentó a las elecciones municipales de 2015
Antes de resultar elegido alcalde ya formaba parte de la corporación municipal, ejerciendo de portavoz del grupo de concejales del Partido Popular entre 2003 y 2007. Desde entonces también es Secretario General de su formación política, PP, en el municipio. [cita requerida]
Previa a su actividad política ha sido presidente de la asociación patronal local, ACENOMA. [cita requerida]